# Rushwin Dortley
Rushwin Wayne Dortley (Belhar, 2 maggio 2002) è un calciatore sudafricano, difensore del Kaizer Chiefs e della nazionale sudafricana.

## Caratteristiche tecniche
Centrale difensivo di sinistra, ricopre spesso anche il ruolo di terzino sinistro.

## Carriera

### Club
Cresciuto nelle giovanili del Cape Town Spurs, nel 2020 esordisce in National First Division.
Nell'estate 2022 ha svolto un provino con i danesi del Nordsjælland.
Nel 2024 è stato acquistato dai Kaizer Chiefs per 3 milioni di rand.

### Nazionale
Dopo aver debuttato nell'Under-23, il 26 giugno 2024 ha debuttato con la nazionale sudafricana nella partita 
terminata 1-1 contro il Mozambico, valida per la Coppa COSAFA 2024. Dortley ha segnato la rete del definitivo pareggio.

## Palmarès

### Club

#### Competizioni nazionali
- Coppa del Sudafrica: 1

Kaizer Chiefs: 2024-2025